# Widmanstättenovy obrazce

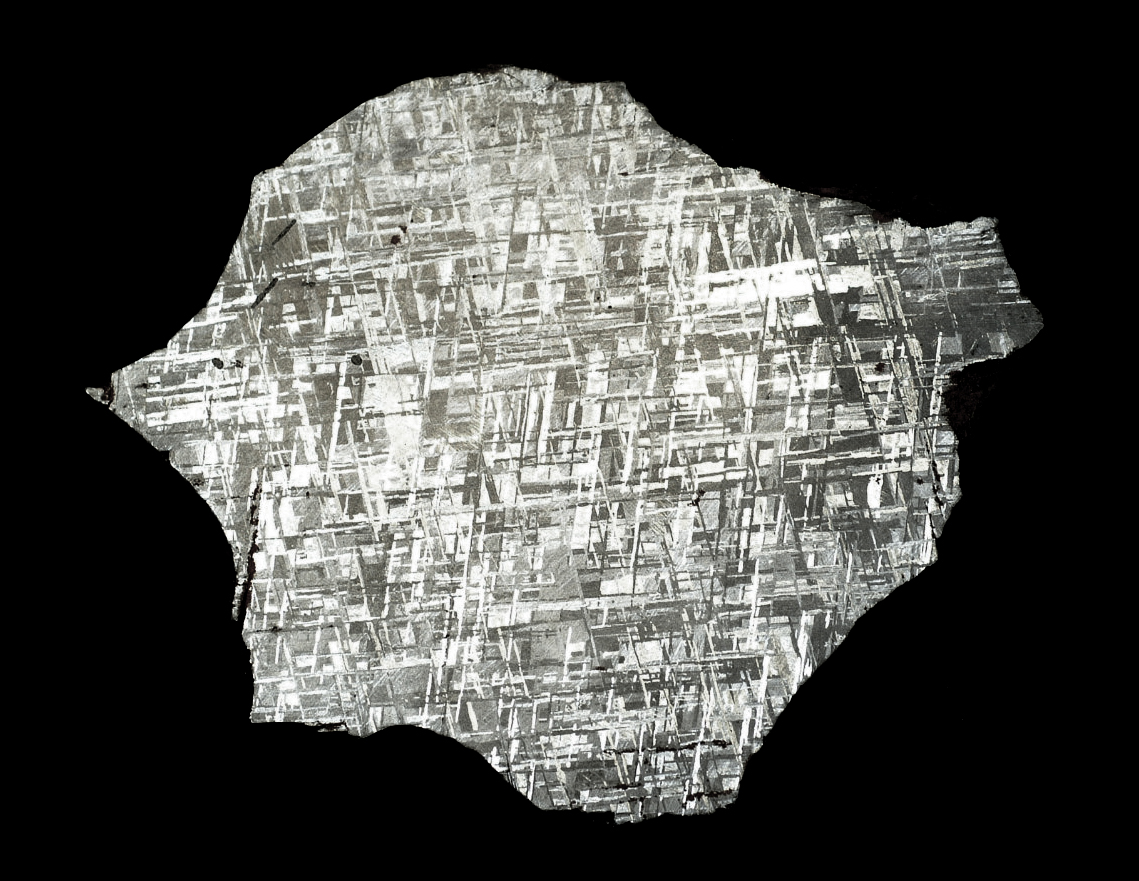
Widmanstättenovy obrazce na leštěném povrchu meteoritu.

Widmanstättenovy obrazce, pojmenované po hraběti Aloisu von Beckh Widmanstättenovi, jsou unikátní neuspořádané struktury dlouhých železo-nikelnatých krystalů, které se nacházejí v železných meteoritech, jež jsou tvořeny destičkovými krystaly kamacitu a taenitu. Jedná se o relikty, které ukazují na velice pomalé (1–100 K za milion let) chladnutí tělesa meteoritu a nepřímo na jeho mimozemský původ.
Přítomnost obrazců se využívá jako ověření pravosti meteoritů, nicméně existují i takové železné meteority, které tyto obrazce nemají.
Pro spatření Widmanstättenových obrazců je nutné povrch meteoritu vyleštit a následně nechat jeho povrch naleptat zředěnou kyselinou dusičnou (1 až 4 %), lépe použít tzv. nital, což je roztok kyseliny dusičné v methanolu (30 ml koncentrované kyseliny dusičné + 470 ml methanolu). Po poleptání dobře promýt vodou, pak opakovaně methanolem. Při dodržení procedury by mělo leptání rozrušit povrch a ukázat Widmanstättenovy obrazce.